# Ryński Młyn

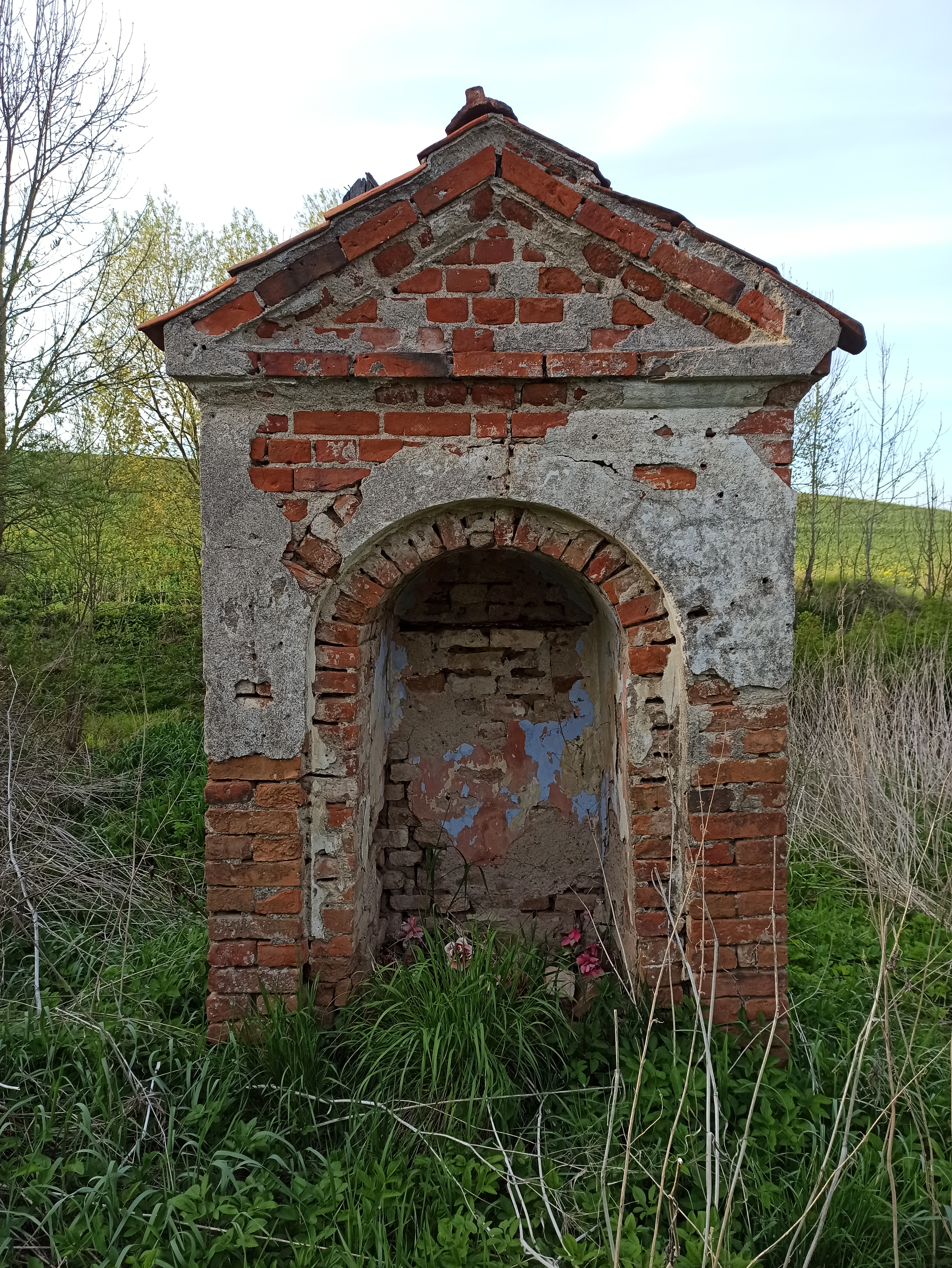
Kapellenruine

Ryński Młyn (deutsch Rheinmühl) war ein Ort in der polnischen Woiwodschaft Ermland-Masuren. Seine Ortsstelle liegt im Gebiet der Gmina Kolno (Landgemeinde Groß Köllen) im Powiat Olsztyński (Kreis Allenstein).

## Geographische Lage
Die Ortsstelle von Ryński Młyn liegt am Flüsschen Rhein (polnisch Ryn) in der nördlichen Mitte der Woiwodschaft Ermland-Masuren, acht Kilometer westlich der einstigen Kreisstadt Rößel (polnisch Reszel) bzw. 25 Kilometer südöstlich der heutigen Kreismetropole Bartoszyce (deutsch Bartenstein).

## Geschichte
Der einst Reismühl und nach 1785 Reismühle genannte kleine Ort bestand im Grunde nur aus einem großen Hof. 1785 war „Reismühl“ eine köllmische Mühle mit einer Feuerstelle, 1820 war Rheinmühle eine königliche Mühle mit drei Feuerstellen bei 17 Einwohnern.
In den letzten fünfzig Jahren seines Bestehens war er ein Wohnplatz in der Gemeinde Santoppen (polnisch Sątopy). 1874 war das Dorf noch in den neu gebildeten Amtsbezirk Santoppen im ostpreußischen Kreis Rößel eingegliedert worden. Seine Einwohnerzahl belief sich 1885 auf 21 und 1905 auf 20.
Im Zusammenhang der Abtretung des gesamten südlichen Ostpreußen an Polen in Kriegsfolge im Jahre 1945 bekam Rheinmühl die polnische Namensform „Ryński Młyn“. Noch bis in die 1970er Jahre wurde der Ort genannt, dann jedoch verliert sich seine Spur und er gilt heute als verwaist und untergegangen. Seine kaum mehr wahrnehmbare Ortstelle liegt im Bereich der Landgemeinde Kolno (Groß Köllen) im Powiat Olsztyński (Kreis Allenstein).

## Kirche
Bis 1945 war Rheinmühl in die evangelische Kirche Bischofstein in der Kirchenprovinz Ostpreußen der Kirche der Altpreußischen Union sowie in die römisch-katholische Pfarrei Santoppen im damaligen Bistum Ermland eingegliedert.

## Verkehr
Die Ortsstelle von Ryński Młyn liegt unweit des ebenfalls untergegangenen Ortes Koprzywnik (Rosenorth) nahe einer Nebenstraße, die Sątopy mit Ryn Reszelski (Schellen) verbindet.